# Long Beach (Minnesota)
Long Beach – miasto w Stanach Zjednoczonych, w stanie Minnesota, w hrabstwie Pope.